# 温峤
温峤（288年—329年6月6日），字泰真，一作太真，太原郡祁縣（今山西祁縣）人，晋朝官员。
溫嶠17歲出仕，初為司隸都官從事，後舉秀才、灼然，辟東閣祭酒祭酒，補上黨潞令。劉琨請為平北參軍，積功至右司馬。建武元年（317年），奉劉琨之命南下向晉元帝勸進。元帝即位，任長史、太子中庶子。晉明帝即位，任中書令，參與機要。王敦之亂中，加中壘將軍，及王敦平定，封建甯县開國公，進號前將軍。晉成帝即位，出為江州刺史。蘇峻之亂平定，拜骠骑將軍、開府儀同三司，加散骑常侍，封始安郡公。死後追贈侍中、大將軍，谥忠武。

## 生平

### 西晉亂世
溫嶠生於西晉太康九年（288年），溫憺之子，伯父温羡為西晉末司徒，父叔六人以“六龍”並稱於世。温峤的姨丈是劉琨。
溫嶠17歲出仕，擔任司隸校尉屬下的都官從事，監察百官。他舉奏散騎常侍、名士庾敳搜刮民財，京師為之一肅。溫嶠由此知名，庾敳反而更加器重他，稱贊他是棟梁之材。
不久，溫嶠被舉為秀才、灼然，辟東閣祭酒，補上黨潞令。
西晉末年，劉琨出鎮并州，他頗為看重溫嶠，令溫嶠擔任自己的參軍。在劉琨軍中，溫嶠歷任從事中郎、上黨太守，加建威將軍，督護前鋒軍事，在與石勒的戰爭中屢建戰功，升遷為右司馬。其時，并州烽煙四起，劉琨與石勒、劉聰等強敵周旋，溫嶠是他的主要謀士之一。

### 擁立之功
建興四年（316年），劉曜攻破長安，西晉滅亡，舉族南遷。同年，劉琨大敗於石勒，率殘部投奔幽州刺史段匹磾。
建武元年（317年），劉琨、段匹磾歃血為盟，拥戴在江南重建社稷的司馬睿，派遣雙方的左長史温峤與荣邵奉表劝进。刘琨对温峤寄予厚望：“晋祚虽衰，天命未改，吾当立功河朔，使卿延誉江南。行矣，勉之！”
六月，溫嶠等携表到達建康，慷慨陈辞，深得司马睿器重。王導、周顗、謝鯤、庾亮、桓彝等名士都欣賞溫嶠的才學與能力，爭相與之交往。
這時東晉政權建立不久，制度不完備，秩序不安定，溫嶠深深為之憂慮，直到與王導見面交談后才高興地說：“江左有了管仲這樣的賢人，我還有什么可以擔心的呢！”
溫嶠先擔任王導的長史，後又遷任太子中庶子，侍從司馬紹左右，和侍講東宮的庾亮同為司馬紹的布衣之交。他多次諫言太子遠離奢侈、節制娛樂，都被采納，深得司馬紹信任。

### 王敦之亂
东晋初年，“王与马，共天下”。司马睿不甘君弱臣强的局面，重用劉隗、刁協，疏遠琅琊王氏，手握重兵的王敦深為不满。
永昌元年（322年）正月，王敦以誅殺劉隗、刁協的名義起兵。劉隗、刁協雖對司馬睿忠心耿耿，卻與眾多大臣不睦，因此朝中自王導以下不少人態度曖昧。例如，溫嶠對仆射周顗說：“大將軍王敦這么做似乎有一定原因，應當不算過分吧？”這意見被以剛直著稱的周顗嚴詞責備。
三月，司馬睿令劉隗、刁協、戴淵等領兵出戰，大敗。太子司馬紹準備親自率領將士出擊，溫嶠拉住太子的馬勒頭，力勸他不要以身犯險，又斬斷鞅繩，司馬紹這才作罷。
王敦攻下建康後，一直沒有去晉見司馬睿。他殺戮反對者，任免官員，又見太子司馬紹果敢勇毅，得到眾人的擁戴，就想以不孝的罪名廢掉太子，因此大會百官，聲色俱厲地問溫嶠說：“太子以什么樣的德行著稱？”溫嶠回答：“鉤深致遠，不是我淺顯的度量所能知曉的，依照禮義看來，可以說是做到了孝。”眾人都認為的確如此，王敦終于未能得逞。四月，王敦返回武昌，仍然遙控朝政，十月，在建康建立留守府。
十一月，司馬睿在憂憤中去世。太子司馬紹即位。
司馬紹即位之后，親自任命溫嶠為中書令，參與機要。王敦不滿，請朝廷派遣他做自己的左司馬。溫嶠假裝勤勉恭敬，為王敦出謀劃策，又與其心腹錢鳳交好，漸漸取得王敦的信任。
自返回武昌後，王敦一直未停下篡位的計劃。太宁元年（323年）正月，王敦暗示朝廷征召自己，司馬紹親自手書征召他。四月，王敦移鎮姑孰，再次逼進建康，十一月，調任王含為征東將軍、王舒為荊州刺史，王彬為江州刺史以擴大宗族的勢力。太宁二年（324年）五月，王敦重病，錢鳳問及后事，王敦對其繼承人王應的才能并不看好。然而箭在弦上，雙方的角力已經無法停止。
太宁二年（324年）六月，守备京师的要职丹阳尹出缺，經過周旋，王敦最終決定命溫嶠赴任以監視朝廷的動向。返回建康後，溫嶠將王敦的謀劃與虛實盡數稟告給司馬紹，與庾亮等計劃討伐王敦，王敦聽說後大怒，寫信給王導宣稱要親自拔掉溫嶠的舌頭。由于大戰在即而京師兵力不足，郗鑒建議應該詔令蘇峻、劉遐等將領率軍入衛，被司馬紹采納。王導為王敦發喪以振奮士氣，司馬紹正式下令討伐王敦。
同月，王敦以誅殺溫嶠等奸臣的名義起兵。這一次，王敦已經病重無法帶兵，只好令其兄長王含擔任元帥。而朝中比前次永昌元年時準備要充分許多。
七月，王含率五萬軍隊到達秦淮河南岸，中壘將軍溫嶠命令燒毀朱雀桁阻止敵軍渡河。司馬紹本來準備進軍迎擊，得知朱雀桁已毀後大怒。溫嶠勸說道：“現在我軍的護衛力量不足，征召的援軍還沒有到，如果敵軍竄入，危及朝廷，祖先的宗廟恐怕都難保，何必吝惜一座橋？”司馬紹這才作罷。
兩軍隔岸對峙，王含被政府軍千人勇士渡河奇襲，大敗，王敦在失望中病亡。苏峻、刘遐率精兵萬人來援，連續擊敗沈充、錢鳳軍。王敦的死訊泄露，軍中人心惶惶，王含等燒營夜遁。司馬紹班師回朝，宣布大赦，只有王敦的同黨不在此列。溫嶠受命督管劉遐等追擊逃奔江寧的王含、錢鳳，庾亮受命督管蘇峻等追擊逃奔吳興的沈充。追擊逃敵的過程中，劉遐所部縱兵大掠，溫嶠責備他：“天道幫助順應它的人，因此王含才會兵敗，怎麼可以借機作亂！”劉遐惶恐謝罪。
戰後，司馬紹下詔將王敦的黨羽革職除名，僚屬則予以禁錮。溫嶠在上疏中認為，對陸玩、劉胤、郭璞這樣被王敦逼迫而屈從其下的人應該寬宥。雖有郗鑒反對，司馬紹最終還是聽從了溫嶠的意見。
十月，溫嶠封建甯县開國公，賞絹五千四百匹，進號前將軍。
太宁三年（325年）閏月，司馬紹病逝。溫嶠以丹陽尹身份與太宰西陽王司馬羕、司徒王導、尚書令卞壸、車騎將軍郗鑒、護軍將軍庾亮、領軍將軍陸曄共七人受詔輔國。

### 蘇峻之乱
太宁三年九月癸卯（西元325年11月2日），因皇帝司馬衍年幼，庾太后臨朝稱制，其兄長庾亮獨掌大權。
庾亮既身為外戚，执政风格又比王导严苛许多，朝廷内外多有不滿，加之其压制宗室如司馬羕等人，頗失眾望，政局愈加不穩。最為庾亮猜忌的，不是來自朝廷內部窺伺權柄的政敵，而是手持重兵的外藩，如在王敦之亂中建立功勛的歷陽內史蘇峻和豫州刺史祖約，而最為庾亮所忌憚的則是太宁三年（325年）五月重返荊州就任荊州刺史的征西將軍陶侃。
咸和元年（326年）八月，庾亮以溫嶠出鎮江州刺史，駐節武昌，又派王舒任會稽内史，同時修葺石頭城以做準備。這一系列舉措主要是為防范陶侃。
咸和二年（327年）十月，庾亮想要削除蘇峻的兵權，征召他入朝任職，王導和卞壸勸庾亮不要操之過急，温峤也屢次写信勸阻庾亮。然而庾亮決心已下，在做好軍事準備后下令征召蘇峻為大司農。蘇峻請求移鎮到荒蕪的青州，庾亮仍然不許。蘇峻猶疑，其部下勸他勒兵自守，終於沒有應詔入朝。
溫嶠聽說後準備率軍入衛建康，三吳豪杰也準備起兵響應，庾亮寫信給溫嶠道：“我擔憂西邊（的陶侃）勝過歷陽（的蘇峻），請您（繼續駐守原來的防區）不要越過雷池一步。”同時，再次派遣使者強命蘇峻入朝。
然而，形勢急轉直下。十月，苏峻起兵，十一月，蘇峻和祖約結盟，與其麾下的祖渙、許柳會師，兵力達到兩萬。蘇峻率軍急進，而庾亮屢屢坐失戰機。次年即咸和三年（328年）二月，蘇峻軍攻陷建康，卞壸、陶瞻等先後戰死，皇帝司馬衍和王導等重臣被俘，庾亮出逃。
咸和三年（328年）正月時，溫嶠已經移師尋陽，二月，他得到建康失陷的消息，悲痛欲絕。不久，庾亮前來投奔，溫嶠分兵給他。
四月，溫嶠與庾亮共七千人起兵討伐蘇峻。起初，兩人互相推舉對方為盟主，溫嶠的弟弟溫充建議推舉位重兵強的陶侃。於是溫嶠派遣督護王愆期前往荊州游說陶侃共赴國難，陶侃的態度十分猶豫，令溫嶠幾乎放棄。經參軍毛寶勸說，溫嶠再次修書，痛陳利弊，動之以情，終於說服陶侃起兵。駐守廣陵的郗鑒向溫嶠派出使者，提出設立堡壘、堅壁清野、斷絕蘇峻軍糧食來源的策略，溫嶠深表同意。
五月，陶侃率部到達建康，有傳言說他要誅殺庾亮以謝天下。庾亮甚為害怕，依從溫嶠的建議主動拜訪陶侃謝罪，兩人冰釋前嫌。討伐蘇峻的聯軍兵力達到四萬人，聲勢大振。聯軍屯兵茄子浦，因為聯軍習於水戰而步戰不及蘇峻軍，溫嶠嚴令諸軍不得上岸。毛寶率領千人擔任溫嶠軍的前鋒，臨機決斷，上岸擊敗祖約接應蘇峻所送糧食的部隊，祖約軍從此饑餓困乏。
聯軍兵鋒直指石頭，郗鑒亦率軍前來會師。蘇峻登上烽火樓，看到聯軍兵士眾多，面有懼色，說道：“我早知道，溫嶠能得眾心。”
陶侃定策，不與蘇峻軍決戰，而與之相持，先修筑白石壘，又命郗鑒、郭默返回京口，修筑大業、曲阿、庱亭三座壁壘，以分散蘇峻軍的兵力。祖約軍先被毛寶連續擊敗，內部又有將領暗通石趙，根據地壽春遭到趙軍猛攻。七月，祖約軍潰散，殘部逃奔歷陽。蘇峻眾心腹見勢不妙，勸他誅殺王導等大臣另立心腹以穩定石頭，蘇峻沒有答應。
王導趁此人心浮動之際說動蘇峻心腹路永，得以逃出石頭，投奔聯軍駐地白石。
九月，兩軍對峙以來，聯軍敗多勝少，自溫嶠以下無不忌憚，而溫嶠軍的糧食已經用完，不得不向陶侃借糧。陶侃十分惱火，責備溫嶠準備不足而倉促興兵，聲稱要返回荊州以等待時機。溫嶠首先預言蘇峻驕兵必敗，再分析形勢已經騎虎难下，陶侃如果退兵，有“沮眾敗事”的危險。竟陵太守李陽也勸說陶侃以大事為重。同时，毛寶請纓出戰，烧毁苏峻军大量粮食。陶侃於是留了下来。
蘇峻軍試圖向東轉移，韓晃猛攻大業，郗鑒所部鎮守的東線防守岌岌可危。陶侃聽從長史殷羨的計策，攻擊石頭以圍魏救趙。
咸和三年九月庚午（西元328年11月13日），陶侃都督水軍攻向石頭，而庾亮、溫嶠、趙胤率步兵萬人從白石出發，蘇峻率八千人迎戰。聯軍接戰不利，蘇峻酒醉，見兒子蘇碩和部將匡孝和幾十騎便擊破趙胤并追擊敗兵，也只率領幾名騎士出戰。不料蘇峻身陷陣中無法脫身，馬失前蹄，又被陶侃麾下幾名將領投矛圍攻，墜馬身亡。蘇峻軍大潰。
咸和四年（329年）正月，祖約率残部数百人投奔石趙。二月，蘇碩、蘇逸先后败亡。乱軍之中，滕含部將曹據抱着皇帝司馬衍逃奔溫嶠的座艦。在聯軍里，陶侃雖然是盟主，事情的處置和計劃的制定卻主要由溫嶠來完成。群臣見到皇帝，叩頭至地號泣請罪。蘇峻之亂至此平息。
戰亂之後，皇宮已成焦土，群臣討論遷都事宜，溫嶠提議豫章，三吳豪族提議會稽，而王導主張“鎮之以靜”，因此不再遷都。
三月，朝廷論功行賞，拜溫嶠為骠骑將軍、開府儀同三司，加散骑常侍，封始安郡公，邑三千户。王導想獎賞決戰前投奔朝廷的路永等人，溫嶠堅決反對，王導便沒有這樣做。朝廷中商議留下溫嶠輔佐國政，溫嶠認為王導是先帝所任命的人選，堅決辭絕。這時京師殘破，溫嶠留下部分物資和經費後返回武昌。
咸和四年四月乙未（329年6月6日），溫嶠去世，安葬在豫章。司馬衍下詔贈侍中、大將軍，赐钱百万，布千匹，谥曰忠武。

## 評價
陶侃：“故大將軍嶠忠誠著於圣世，勛義感於人神，非臣筆墨所能稱陳。”

## 家庭

### 祖父母
- 温恭，济南郡太守[9]
- 太原郭氏[9]

### 父母
- 溫憺，字少卿，河东郡太守[9]
- 颍川陈氏[9]
- 清河崔氏[9]，御史中丞崔参之女[10]

### 夫人
- 高平李氏[9]，李暅之女
- 琅邪王氏[9]，修武县县令王诩之女
- 庐江何氏[9]，吴国内史何邃之女

### 子女
- 温放之，長子，字弘祖，使持节、辅国将军、交州刺史、始安公，娶太原庞氏，庐陵郡太守庞企字子及之女
- 温式之，次子，字穆祖，散騎常侍，娶颖川荀氏，御史中丞荀闿字道明之女
- 温瞻[9]，嫁颍川庾志
- 温光[9]，嫁余杭县令陈国袁矫之

## 墓葬
2001年2月，一座六朝墓葬群在南京下关区郭家山的施工中被发现。其中M9长7.49，宽3.75，高3.38米，为凸字形单室穹隆顶砖砌墓，没有坍塌，但早已被盗。尽管如此，墓葬内依旧出土了83个陪葬品，其中包括了一个墓志。墓志内记载“并州太原祁县都乡任义里温峤，字泰真”“夫人高平李氏，夫人琅邪王氏，夫人庐江何氏”。基于此，当时的考古学家便在2002年发表的考古简报中认为这座墓葬的主人是温峤和其三个妻子的，但无法解释为何这座墓出土的文物大都是女性物品，且墓葬的大小及规格对于温峤的身份和官职来说相对较小。
同年4月，考古学家们在M9附近西侧进行勘探时现了另外4座墓葬，并分别命名为M10~M13。其中M10最大，长9.38，宽4.92，高5.64米，为凸字形单室穹隆顶砖砌墓，已经坍塌且先后在南朝，五代时期被盗扰，共出土有64件器物，其中包括陶案，陶凭几，陶俑，玉珩，石弩器等器物，而出土的鸡首壶器型矮胖，被认为东晋早期的风格。M11为小型西晋墓。M12则出土一方墓志，其证明为温峤次子温式之与其妻子荀氏的合葬墓。M13出土有铜扣，凭几以及许多女性金饰品。
由于M10位于M9和M12之间呈品字形，M10与M12封门墙上部均设置假窗作为族葬特征，以及M9和M12的墓志皆与温峤相关，M9，10，12，13被考古学家们确认为温氏家族墓葬。鉴于M10的年代被判断为东晋早期，墓葬为其中最大，出土遗物与发掘过的东晋帝陵的遗物相似，基于目前考古整理出的东晋家族墓排葬顺序，即尊者居右，也有居前、居中的情况，2008年新发表的考古简报便认为M10的墓主为温峤，而M9的墓主则被重新推断为温峤的两位始安夫人，即王氏与何氏，以及M13的墓葬形制偏东晋晚期至刘宋早期，故推断其墓主为温峤之孙温嵩之与其夫人山氏的合葬墓。
考古学家判断M9和M10是温峤的迁葬墓，毕竟温峤去世于离都城建康遥远的豫章（今江西南昌），苏峻之乱刚刚结束，首都极度不稳定，自然不可能直接葬在首都。墓葬内的墓志也证明了这一点，因为一般的高等级东晋夫妻合葬墓会每人一个墓志，而温峤的只有一个。这便可能是迁葬的结果，而他的墓志没有出现在本人的墓室中也应是同样的原因。

由于郭家山M10没有出土过硬的直接证据指向温峤葬于此处，因此考古界至今对温峤究竟是合葬葬于M9还是单独葬于M10持有不同观点。讨论的内容还包括M10是否应为温放之墓，M13的年代下限是否该为南朝中期以及其是否属于隶属于温氏家族墓等等。

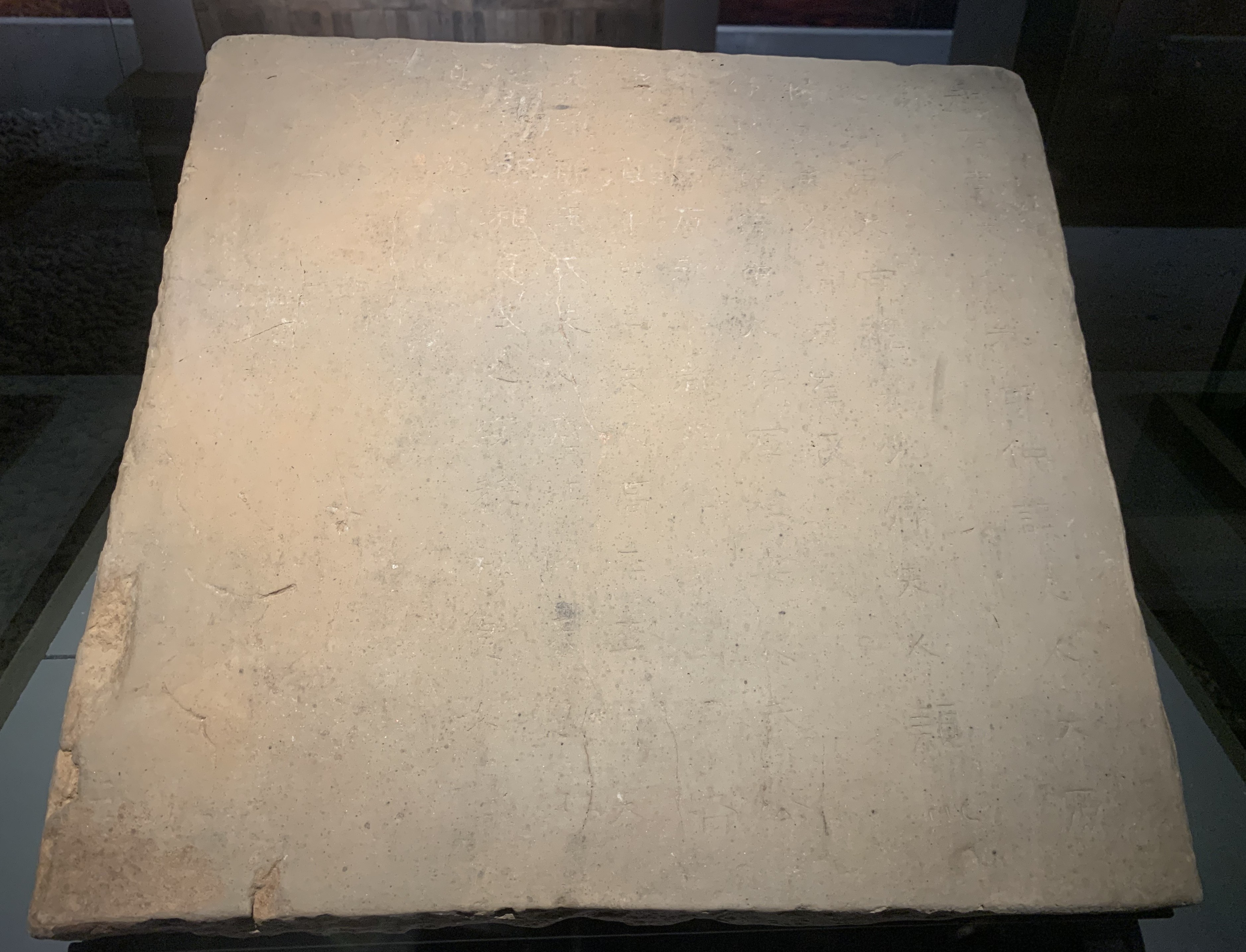
温峤墓志（出土于南京郭家山M9）

#### 温峤墓志
祖济南太守恭，字仲让，夫人太原郭氏。父河东太守襜，宇少卿，夫人颖川陈氏，夫人清河崔氏。使持节、侍中、大将军、始安忠武公并州太原祁县都乡任义里温峤，字泰真，年卌二。夫人高平李氏，夫人琅邪王氏，夫人庐江何氏。息放之，字弘祖；息式之，字穆祖；息女胆，息女光。

#### 温式之墓志
泰和六年四月廿九日，晋故散骑常侍、新建开国侯、太原郡祁县都乡仁义里温式之葬琅耶郡华县白石岗□□□阅如左：

祖司徒右长史河[东太守]，讳谵，字少卿。[夫人颍]川陈氏。夫人清河[崔氏，父御史]中丞参。考[使持节、侍]中、大将军、始安郡[忠]武[公]，讳峤，字太[真。夫人高平]李氏，父河南尹□□祖。夫人琅耶[王氏，父修武令]诩，字季演。夫人庐[江何氏]，父吴国内[史]邃，字□伟。兄使持节、辅国将军、[交州刺]史，[袭封始]安公，讳放之，字弘祖。夫人太[原庞氏父庐陵太]守企，字子及。式之，夫人颖川荀氏，父御史中丞闿，字道明。大妹适颖川庾□，字宣庆。小妹适余杭令陈国袁矫之，字叔产。大妹二男三女，小妹四男五女。放之，三男三女。长女适陈国谢廓，字敬庆。长息嵩之，字敬林，散骑侍郎，袭封始安公，配河内山氏，父东[阳太守]遐，字彦林。式[之长]女[适谯]国桓腆，[字]少仁。中女适陈国谢遁，[字]□□。[小女适]琅耶颜畅，字少和。长息崇之，字□□□□□□。次息锃之，字仲光。次息慕之，字□□。[次息]□□字稚光。凡此八[人]皆荀氏之□□□□□□。

## 趣聞

### 卿可赎我
溫嶠官位不高時經常和揚州淮中一帶的商人賭博，常常是輸。有次輸得很慘，賭完回不了家，他和庾亮關係好，便站在船上大聲喊庾亮：“你來贖我呀！”庾亮立刻送去贖金，溫嶠才得以脫身。這樣的事發生過很多次。

### 溫公喜慢語
溫嶠說話很放肆，卞壸言行謹慎恪守禮法。有次在庾亮那里，兩人互相抨擊，溫嶠說話粗俗不堪，庾亮慢吞吞地說：“（我所認識的）太真從不說粗鄙的話。”

### 即席用谋
溫嶠被王敦請為左司馬。佯裝恭敬勤勉，又結交王敦心腹錢鳳，常對人說：“錢世儀精神滿腹。”溫嶠素來有識人的名聲，錢風很高興，於是和溫嶠交好。等到丹陽尹出缺，溫嶠對王敦說：“京師是咽喉之地，得有文武雙全的人去鎮守，您最好準備合適的人選，朝廷的人選恐怕不符合您的意愿。”王敦說對，問溫嶠誰能勝任。溫嶠說：“我看錢鳳可以。”錢鳳也推薦溫嶠，溫嶠佯裝推辭，王敦沒有聽從，表奏溫嶠補缺。溫嶠怕被錢鳳識破，等王敦為他餞別時，溫嶠走到錢鳳面前，裝作喝醉了，不等錢鳳喝酒就擊落他的頭巾，怒形於色地說：“錢鳳你是什麼人，我溫嶠敬酒你敢不喝！”王敦以為他喝醉了，為兩人開解。臨別的時候，溫嶠滿臉都是眼淚鼻涕，出了門又回來，反復好幾次才終於上路。等他出發后，錢鳳對王敦說：“溫嶠和朝廷關係密切，而且和庾亮交好，未必可信。”王敦說：“太真昨天醉了，昨天對你稍有失敬，你怎么能馬上就這樣詆毀他呢！”溫嶠到達建康後，把王敦作亂的謀劃原原本本告訴了明帝，請求事先有所防備，又和庾亮共同策劃討伐王敦的策略。王敦聽說後，勃然大怒，說：“我竟然被這個小東西欺騙！”便寫信給司徒王導說：“溫嶠離開幾天，竟然做出這種事情，我要找人活捉了他，親自拔除他的舌頭。”

### 溫公卻扇
溫嶠妻子死了。他的堂姑劉温氏，遭遇戰亂和家人失散，只有一個女兒，美麗聰慧。堂姑囑咐溫嶠給女兒尋門親事，溫嶠私下已有自己娶她的意思，就回答道：“好女婿實在難找，像我這樣的如何？”堂姑說：“從戰亂中得以生存，能稀里糊涂活下去就足以告慰我的後半生了，哪裡敢奢望你這樣的人呢？”事後沒幾天，溫公報告堂姑說：“已經找到人家了，門第還算可以，女婿的名聲職位都不比我差。”隨即送了一個玉鏡台作為聘禮，堂姑非常高興。結婚時行了交拜禮後，新娘用手披開婚紗，拍手大笑說：“本就懷疑是你這老東西，果然不出我所料！”玉鏡台是溫嶠擔任劉琨長史時北征劉聰的戰利品。罗新、叶炜指出温峤的墓志中前后三娶并无刘姓，所以《世说新语》这一条记载并非事实。
元代關漢卿的《溫太真玉鏡台》，明代朱鼎的《玉鏡台記》，京劇中的《玉鏡台》都取材於這個故事，情節作了不少改動。

### 犀照
《晉書》第六十七卷「溫嶠傳」中所記載的一段史料，溫嶠在武昌周旋，於牛渚磯見水深難測，而世代也有說水下多怪物，溫嶠便將犀牛角燃燒照明；不久，在照進水中的火光裡，隱約出現一些水中生物，形狀怪異，甚至看到有穿赤衣、乘馬車的人出現。當晚，溫嶠在夢中看到有人甚為厭惡地對他說：「我與先生人鬼不同路，為何照我呢？」。而未知是否真的因靈界作祟，有齒疾的溫嶠在拔牙後，因而中風，不久便逝世了。然而是否溫嶠真實死因為此不得而知，可能是編撰的野史。
自此相傳燃點犀牛角，可目睹靈界異象，而「犀照」一詞後來亦用來比喻洞燭幽微，明察事理之意。

### 桓温取名
永嘉六年（312年），桓溫出生。不满一歲时，溫嶠见到他，稱許长有奇骨，听到哭声，又称赞他是英才降世。温峤素来有识人的名声，父親桓彝很高兴，於是以温峤的姓「溫」作為桓溫的名字。温峤知道了，笑着说：“那我的姓以后就得改了。”（暗示桓温可能称帝，自己的名字将因此避讳。）

## 延伸阅读
[在维基数据编辑]
 《晉書/卷067》，出自房玄齡《晉書》